# Иоанн из Шинона
Иоанн (Жан) (V век) — отшельник из Шинона или Мутье, святой Католической церкви, память 27 июня.
Св. Иоанн был родом с Британских островов. Поселившись в пещерке у города Шинон, где у него были келия и молельня, он жил, ухаживая за садом и маленьким огородом. По сей день сохранились лавровые деревья, под которыми он читал и писал.
Св. Иоанн был духовным советником св. Радегонды, которая посетила его по дороге из Тура, куда она ездила на поклон к могилке св. Мартина. У него она испросила благословение устроить богадельню в районе коммуны Се.
Многие получили исцеление по молитвам св. Иоанна, отшельника Шинонского.